# Besleria oxyphylla
Besleria oxyphylla är en tvåhjärtbladig växtart som beskrevs av Conrad Vernon Morton. Besleria oxyphylla ingår i släktet Besleria och familjen Gesneriaceae. Inga underarter finns listade i Catalogue of Life.